# Rubber Bullets
"Rubber Bullets" er en af 10cc's 3 nr. 1-hits fra 1970'erne. Sangen er fra albummet 10cc og udkom i 1973.
| Musik | Spire Denne musikartikel er en spire som bør udbygges. Du er velkommen til at hjælpe Wikipedia ved at udvide den. |